# 柴田勝重

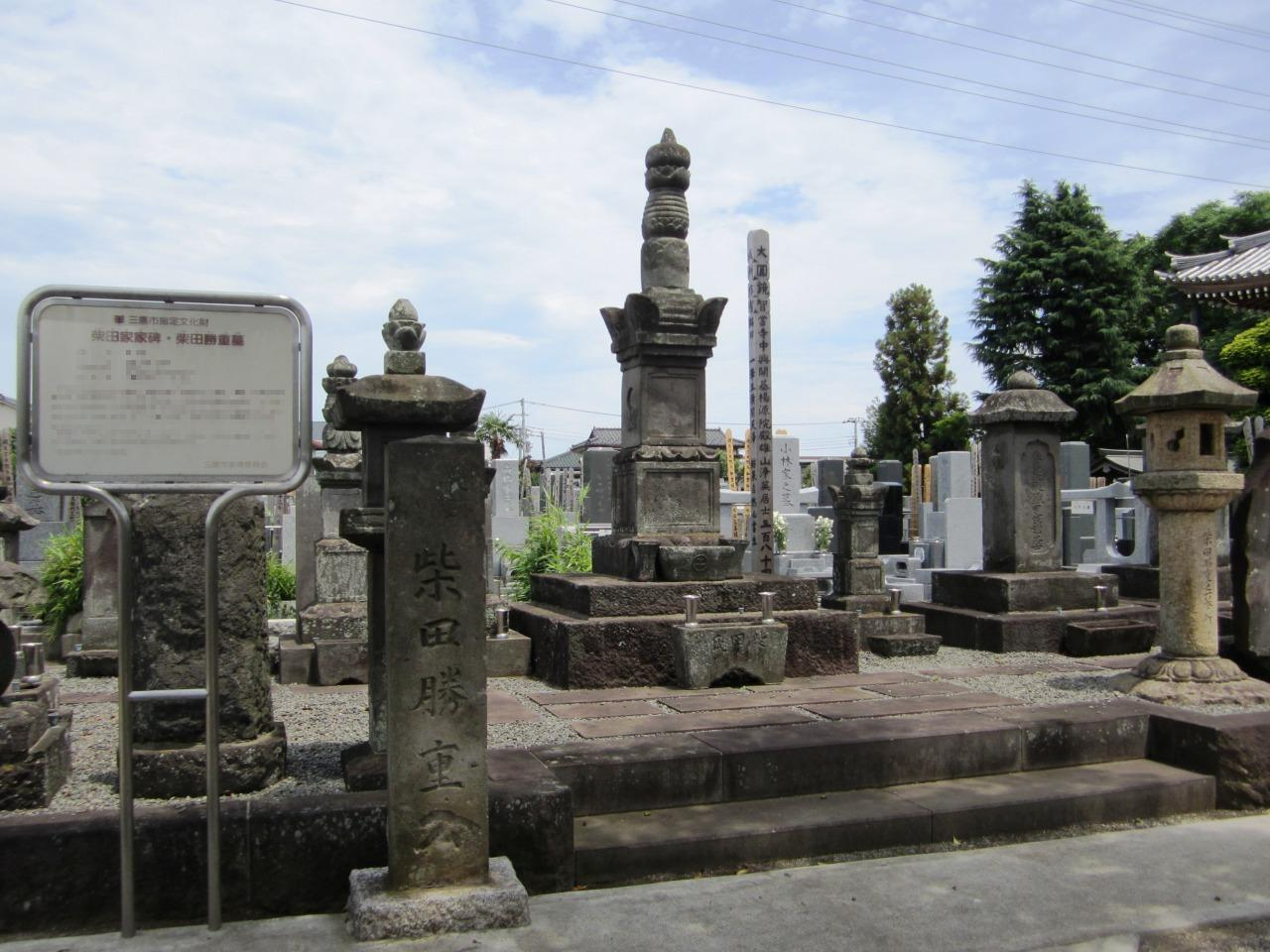
柴田勝重墓（東京都三鷹市春清寺）

柴田勝重（1579年—1632年6月12日）是安土桃山時代至江戶時代前期武將。江戶幕府旗本。父親是柴田勝政。母親是日根野高吉的女兒。通稱是三左衛門。幼名是權六郎。妻子有織田長政的女兒、佐久間勝之的女兒、日根野吉時的女兒。兒子有勝興、三浦信勝、勝平、勝昌等。

## 經歷
在天正11年（1583年）北之庄城被攻陷之際，被祖父柴田勝家賜予愛用的兜，與郎黨一同逃往上野國的外公日根野高吉之下。在16歳元服並改名為勝重。在慶長4年（1599年）仕於德川家康而在上野國得到2千石。初陣是慶長5年（1600年）的關原之戰。在慶長19年（1614年）和慶長20年（1615年）的大坂之役立下戰功，於是加增武藏國上仙川村、中仙川村（現在的東京都調布市仙川町至三鷹市新川和中原一帶）、藤澤村（現在的埼玉縣入間市藤澤）內5百石領地。擔任徒歩頭合計領有3千5百石。
在寛永9年（1632年）死去。享年52歲。在三鷹市新川4丁目的春清寺有以勝重為家祖的柴田氏三代的墓碑。法名是揚源院殿雄山淨英居士。

## 外部連結
- 柴田勝重墓 （页面存档备份，存于）（日語）